# Station L'Aiguille
Station l'Aiguille is een spoorweghalte in de Franse gemeente Bosmie-l'Aiguille.